# لقطة (فقه)
اللقطة هي ما يجده الإنسان في الأرض من مال بشتى أنواعه (نقود - ثياب - أنعام) فيلتقطه ويأخذه بقصد رده لصاحبه، أو بقصد استملاكه. وللقطة في الإسلام أحكام مختلفة، تختلف بقيمتها ومكانها وحفظها، فقد فصَّل المسلمون في كتبهم في كيفية التعامل معها، وما يجب على المرء فيه وما يستحسن وما لا يصح.

## تعريف
اللقطة شرعاً هي المال الضّائع من ربّه يلتقطه غيره، أو الشّيء الّذي يجده المرء ملقىً فيأخذه أمانةً.
اللقطة لغةً: أخذ الشيء من الأرض.

## حكم اللقطة
يجوز أخذها إن كانت يسيرة، ولكن لها أحكام باختلاف قيمتها:
1 – ما قيمته ليست مما يهتم به الناس، كخرقة أو عصا أو كسرة خبز، فذلك يُستملك بأخذه إن لم يوجد صاحبه، ولا حاجة لتعريفه، والأولى أن يُتصدق به. ودليل ذلك حديث: ((كنَّا مع رسولِ اللَّهِ: فرأى تَمرةً عائرةً، فأعطاها سائلًا وقالَ: لَو لم تأتِها لأتَتكَ)). لكنه حديث غريب ضعيف مداره إسناد واحد معلول بعلل قادحة منها الراوي الأعمش وقد رواه بالعنعنة وهو مدلس لا تقبل عنعنته. المصدر: كتاب السنة لابني أبي عاصم برقم 265.
2 – ما ضل من الأنعام والتي لا تستطيع صغار السباع اصطيادها، كالجمال والخيل والبقر: فهذه تُترك ولا تُلتقط، ومن التقطها وجب عليه ضمانها وتعريفها، ودليلها: سئل رسول الله ﷺ عَنْ ضَالَّةِ الإبلِ فَقَالَ: ((مَا لَكَ وَلَهَا دَعْهَا فَإنَّ مَعَهَا حِذَاءَهَا وَسِقَاءَهَا تَرِدُ المَاءَ وَتَأْكُلُ الشَّجَرَ حَتَّى يَجِدَها رَبُّهَا)). رواه الشيخان من طريق الصحابي زيد بن خالد الجهني. ورواه الدارقطني في سننه برقم 3436 والطبراني في المعجم الأوسط برقم 526، كلاهما مطولاً عن أنواع اللقطة من طريق عمرو بن شعيب عن أبيه عن جده الصحابي عبد الله بن عمرو بن العاص رضي الله عنهما.
3 – باقي الأموال، كالحيوانات التي لا تستطيع دفع السباع، والنقود والحقائب: فهذه يصح أن يأخذها إن قدر على تعريفها، ويشهد على ذلك شاهدين، ثم يعرفها لسنة كاملة. سئل رسول الله ﷺ عن اللقطة، الذهب، أو الوَرِق؟ فقال: ((اعْرِفْ وِكَاءَهَا وَعِفَاصَهَا ثُمَّ عَرِّفْهَا سَنَةً فَإنْ لَمْ تَعْرِفْ فَاسْتَنْفِقْهَا وَلْتَكُنْ وَدِيعَةً عِنْدَكَ فَإنْ جَاءَ طَالِبُهَا يَوْماً مِنَ الدَّهْرِ فَأَدِّهَا إلَيْهِ)).
- ويختلف الحكم في الحالة الأخيرة السابقة:[7]

- فإن أمن نفسه عليها، وخاف عليها من الضياع أو السرقة: يفرض عليه أخذها وتعريفها، لأن ذلك من حفظ مال المسلمين، لقوله تعالى: ((وَالْمُؤْمِنُونَ وَالْمُؤْمِنَاتُ بَعْضُهُمْ أَوْلِيَاء بَعْضٍ)) [التوبة: 71].
- إن شك في نفسه: يُكره له أخذها.
- إن علم من نفسه الخيانة: يحرم عليه أخذها.
4- لقطة الحَرَم:
لا يجوز أخذها إلا إذا خاف عليها التلف أو الضياع، ويجب تعريفها.
وإذا أراد الخروج سلّمها لجهات الاختصاص، ولا يجوز تَمَلُّكها بحال، أما لقطة الحاج فيحرم التقاطها سواء كانت في الحل أو الحرم.
قَالَ النَّبيِّ ﷺ: ((حَرَّمَ اللَّهُ مَكَّةَ فَلَمْ تَحِلَّ لِأَحَدٍ قَبْلِي وَلَا لِأَحَدٍ بَعْدِي، أُحِلَّتْ لِي سَاعَةً مِنْ نَهَارٍ، لَا يُخْتَلَى خَلَاهَا، وَلَا يُعْضَدُ شَجَرُهَا، وَلَا يُنَفَّرُ صَيْدُهَا، وَلَا تُلْتَقَطُ لُقَطَتُهَا إِلَّا لِمُعَرِّفٍ)) فَقَالَ الْعَبَّاسُ رَضِيَ اللهُ عَنْهُ: إِلَّا الْإِذْخِرَ لِصَاغَتِنَا وَقُبُورِنَا؟ فَقَالَ: ((إِلَّا الْإِذْخِرَ)).

## الإشهاد على اللقطة
عند المالكيّة والشّافعيّة والحنابلة: يسن ذلك. لصون المرء عن الطمع فيها وكتمانها، ولحفظها إن مات.
عند الحنفية: يجب الإشهاد عليها، لقول النّبيّ ﷺ: ((من وجد لقطةً فليشهد ذا عدلٍ أو ذوي عدلٍ ولا يكتم ولا يغيّب))، ويتوجب عند المالكيّة إذا تحقّق أو ظنّ ادّعاء ملكيّتها.
ويذكر في الإشهاد بعض الصفات فقط، فلا يدعيها من ليست ملكه.

## تعريف اللقطة بين الناس

### مدّة التّعريف
1- سنة بالمطلق: وهي عند الشافعية والمالكية وأحمد، أنّ النّبيّ ﷺ أمر زيد بن خالدٍ الجهنيّ  أن يعرّف اللقطة سنةً من غير فصلٍ بين القليل والكثير.
2- الحنفية: ويرى أبو حنيفة التّفريق بين القليل والكثير، فإن كانت أقل مما يعادل 10 دراهم عرفها أيامًا حسب ما يرى كفاية الأيام، وإن كانت أكثر من 10 عرفها حولًا، ويستند في ذلك أن اللقطة التي قدر لها رسول الله ﷺ حولًا كانت 100 دينار، وتساوي 1000 درهم.

### زمان التّعريف ومكانه
يجب تعريف اللقطة:
1- في النهار، وليس الليل، ففيه ينشط الناس.
2- أن يعرفها في الأسبوع الأول مرتين كل يوم، ثم مرة كل أسبوع، ثم مرة كل شهر.
3- يعرفها في المكان الذي وجدها فيه، لأن صاحبها سيطلبها غالبًا هناك.
4- يعرفها عند المساجد بعد الصلوات، ولا يصح له المناداة عليها ضمن المسجد، ويُعرفها في الأسواق وأماكن تجمع الناس.

### نفقة التعريف
قد يكون لتعريفها ضرر مادي على الملتقط، فرأى الشافعية وأبو الخطّاب من الحنابلة أنه إن أخذها ليحفظها فليس عليه نفقة التعريف، بل يدفعها القاضي من بيت مال المسلمين، أو يسجلها القاضي على المالك، أما إن أخذها الملتقط للتملك لزمه نفقة التعريف.
ورأى المالكيّة أنه إذا كلف غيره بتعريفها فالأجر من اللقطة نفسها.
أما الحنابلة فيرون أنَّ آجار المكلف بالتعريف على الملتقط.
وعند الشافعية يكلف شخص آخر بالتعريف إن أراد الملتقط السفر، فيعرفها ولا يسافر هو بها.
وإن شق عليه كل ما سبق دفعها إلى حاكمٍ أمينٍ، أو إلى القاضي، ويتوجب عليهما قبول ذلك.

### حكم المناداة على اللقطة في المسجد
لا يجوز لصاحب اللقطة أن ينادي عليها في المسجد، ودليل ذلك قوله ﷺ: ((مَنْ سَمِعَ رَجُلاً يَنْشُدُ ضَالَّةً فِي المَسْجِدِ فَلْيَقُلْ: لا رَدَّهَا الله عَلَيْكَ فَإنَّ المَسَاجِدَ لَمْ تُبْنَ لِهَذَا)).

## تملك اللقطة
عند مالك والشافعية وأحمد: يجوز تملك اللقطة بعد تعريفها لمدة سنة.
عند أبو حنيفة: لا يجوز تملك اللقطة والانتفاع بها حتى بعد انقضاء السنة، إلا إن كان الملتقط فقيرًا.
وينتهي التملك بظهور صاحبها، فتُرد له، أو يُرد ما قيمتها له.
أما دليل جواز ذلك فهو الحديث: سئل رسول الله ﷺ عن اللقطة، الذهب، أو الوَرِق؟ فقال: ((اعْرِفْ وِكَاءَهَا وَعِفَاصَهَا ثُمَّ عَرِّفْهَا سَنَةً فَإنْ لَمْ تَعْرِفْ فَاسْتَنْفِقْهَا وَلْتَكُنْ وَدِيعَةً عِنْدَكَ فَإنْ جَاءَ طَالِبُهَا يَوْماً مِنَ الدَّهْرِ فَأَدِّهَا إلَيْهِ)).
واستثنى الشّافعيّة من جواز التّملك الحالات الآتية:
أ – اللقطة المدفوعة للغير (الحاكم أو القاضي) ثم ندم وأراد التملك والانتفاع بها، فلا يحق له ذلك.
ب - أخذ اللقطة بنية عدم ردها.
ج - لقطة الحرم.
وإن عُرف أن المالك تخلى عن اللقطة فيحق للملتقط أخذها، ولا داعي لتعريفها، ومن أمثلة ذلك الأثاث المرمي في القمامة، والسنابل المتساقطة بعد جمع الحصاد، وما إلى ذلك.

## تلف اللقطة

### ضمان اللقطة
في حال تلف اللقطة قبل أن يأتي صاحبها، بلا تفريط ولا تعدٍ من اللاقط فلا ضمان عليه.
لكن إن أقر الملتقط أنه أخذها لنفسه وليس ليحفظها أو يردها لصاحبها فهنا يضمنها.
وعند أبو حنيفة إذا أخذ اللقطة ولم يشهد عليها وذكر أنه أخذها ليحفظها لمالكها، لكن كذبه مالكها فيكون عليه ضمانها، وعند باقي الفقهاء لا يضمن. ويُحكم بقول الملتقط ويمينه.
وعند الحنفية والمالكية أنَّ الملتقط إذا رد اللقطة لموضعها فلا ضمان عليها. لكن عند الشافعية وأحمد فعليه ضمانها حينها، فاعتبروا ذلك تفريطًا في الأمانة.

### التحرز من تلف اللقطة
قد تحتاج اللقطة إلى إنفاقٍ عليها لحفظها أو رعايتها (كأن تكون من الأنعام) أو حملها (كأن تكون متاعًا) أو غير ذلك، فيتوجب عليه الإنفاق عليها حينئذ، وله أن يبيعها إن لم يتمكن من رعايتها، أو خاف فسادها، ولم يأتي صاحبها. ويرد ثمنها لصاحبها..
ذهب المالكية إلى أنَّ ما ينفق عليها يُعد دينًا على صاحب اللقطة. بينما ميز الأئمة الثلاث الآخرون بين حالتين:
1- الإنفاق عليها دون إذن الحاكم: هنا عدوا الملتقط متبرعًا بذلك.
2- الإنفاق عليها بإذن الحاكم: تُعد في هذه الحالة دينًا على صاحبها.
فالحاكم له الولاية على مال الغائب، وقد يرى تأجيرها، ورعايتها مما يتأتى من ذلك. أو تحويلها لشكل يدوم حفظه (كتحويل العنب إلى زبيب، أو بيعها).
- لكن إن انتفع الملتقط من اللقطة فلا يحق له المطالبة بنفقتها.
- وإذا عُرف وظهر المالك فيحق للملتقط منع اللقطة عنه حتى يؤدي نفقتها.
- ولا يسقط دين النفقة على اللقطة بتلفها أو هلاكها في يدل الملتقط إن تلفت دون تفريط.

## التّصدق باللقطة
أجاز جميع الفقهاء التصدق باللقطة في حال لم يظهر صاحبها خلال مدة التعريف. لكن رأى أبو حنيفة أنه إذا ظهر صاحب اللقطة بعد ذلك فله أحد 3 خيارات:
1- أن يمضي صدقة الملتقط، فله بذلك أجر الصدقة.
2- أن يطلب العوض من الملتقط، لأنه لا حق له بالتصرف بها.
3- يطلب العوض ممن دُفعت إليه اللقطة.

## المكافأة على اللقطة
يجوز جعل مكافأة على إيجاد اللقطة، ودليل ذلك قوله تعالى: ((وَلِمَن جَاء بِهِ حِمْلُ بَعِيرٍ وَأَنَاْ بِهِ زَعِيمٌ)) [يوسف: 72].

## الزكاة على اللقطة
لا تجب على الملتقط الزكاة على اللقطة، إلا إذا أخذها للتملك.
ويزكي عنها صاحبها عندما يأخذها.

## في القانون العام
تتشابه القوانين العامة الحالية بخصوص اللقطة مع تلك التي سنها الإسلام تشابهًا كبيرًا، مع وجود اختلافات.
- ومن تلك التشابهات:

1- الإبقاء على اللقطة لفترة من الزمن وحفظها لمالكها وردها إليه عند مجيئه.
2- دفع اللقطة إلى السلطات تحت قوانين وأحكام خاصة.
3- ترك بعض الحيوانات التي تستطيع الاعتناء بنفسها (مثل القطط والكلاب) وعدم التقاطها.
4- استملاك اللقطة التي عُرف أن صاحبها تخلى عنها.
- ومن أهم تلك الاختلافات:

1- في القانون العام من يجد اللقطة يبقيها لديه لمدة 3 أشهر (بينما في أحكام الإسلام سنة).
2- يقوم من يجد اللقطة بتسليم اللقطة للسلطات المختصة بعد تلك المدة (بينما في قوانين الإسلام يحق له تسليمها في أي وقت، ويتوجب عليه في حالات أخرى، تبعًا للمنفعة العامة).
3- في حال لم يظهر مالك اللقطة تقوم السلطات المختصة بتسليمها لمن وجدها أو تتخلص منها (في الإسلام يحق له استملاكها حتى ظهور صاحبها، لكن إن سلمها للسلطات المختصة لا يحق لها استردادها).
4- في حال اللقطة التي تخلى عنها صاحبها، إن كانت ثمينة (مثل السيارات والسفن المحطمة) فبعض الدول والولايات سنت قوانين تجعل تلك اللقطة للدولة دون غيرها.